# Ngạc Châu
Ngạc Châu (tiếng Trung: 鄂州市, bính âm: Èzhōu Shì, âm Hán-Việt: Ngạc Châu thị) là một địa cấp thị tại tỉnh Hồ Bắc, Trung Quốc. Địa cấp thị này có diện tích 1504  km², dân số năm 2004 là 1,03 triệu người.

## Hành chính
Ngạc Châu được chia ra làm 3 đơn vị hành chính cấp huyện, toàn bộ các đơn vị hành chính đó đều là quận.
- Quận: Lương Tử Hồ (梁子湖区), Hoa Dung (华容区), Ngạc Thành (鄂城区)